# Thambemyia shandongensis
Thambemyia shandongensis är en tvåvingeart som beskrevs av Zhu, Yang och Kazuhiro Masunaga 2005. Thambemyia shandongensis ingår i släktet Thambemyia och familjen styltflugor. Inga underarter finns listade i Catalogue of Life.